# Dominion Neufundland
Das Dominion Neufundland (englisch Dominion of Newfoundland) existierte von 1907 bis 1934 als eigenständiges Dominion innerhalb des Britischen Reiches und bildete damit einen dritten Staat in Nordamerika nördlich von Mexiko. Es war in dieser Zeit dem damaligen Dominion Kanada staatsrechtlich gleichgestellt. Hauptstadt war wie bei der heutigen Provinz Neufundland und Labrador die Stadt St. John’s.

## Geschichte

### Situation vor dem Dominion
Kanada war seit 1867 ein selbstverwaltetes Dominion, das erste seiner Art (siehe Geschichte Kanadas). Es bildete sich aus der bisherigen britischen Kronkolonie Kanada (mit den Teilprovinzen Oberkanada-Ontario und Niederkanada-Québec) sowie aus den Kolonien Neubraunschweig und Neuschottland. Ursprünglich war geplant, auch die Kronkolonie Neufundland als fünfte Provinz in die neue kanadische Föderation einzubeziehen, aber die neufundländischen Händler und Bankiers hatten wenig Interesse daran: Kanada verschloss sich in einer protektionistischen Wirtschaftspolitik hinter hohen Zöllen, während Neufundland vom Export von Kabeljau nach Großbritannien, Europa und den USA lebte. Auch der aus Irland stammende, katholische Teil der Bevölkerung, etwa die Hälfte der Einwohner, war größtenteils gegen den Zusammenschluss mit dem englisch und protestantisch dominierten Kanada und wollte die Unabhängigkeit. Schon 1854 war Neufundland von der Britischen Krone ein Status verantwortlicher Eigenregierung mit einem selbstgewählten Inselparlament gewährt worden. Zwei Jahre nach der Unabhängigkeit Kanadas im Jahr 1867 stimmte das selbstgewählte Parlament gegen die Vereinigung mit Kanada. Neufundland blieb zunächst Kronkolonie.

### Erlangung des Dominion-Status
Nach einer Wirtschaftsdepression in den 1890er Jahren verbesserte sich die Lage mit der Eröffnung der Eisenbahnlinie von St. John’s nach Port aux Basques im Jahr 1898. Gleichzeitig mit Neuseeland erlangte Neufundland am 26. September 1907 den Dominion-Status.
Um die Grenze zwischen Kanada und Neufundland auf der Labrador-Halbinsel gab es zunächst Konflikte, die erst 1927 durch eine neutrale britische Kommission gelöst werden konnten – allerdings gegen den Protest der kanadischen Provinz Québec, zu deren Lasten die neue Grenzziehung ging. Die seit 1900 anhaltende Prosperität der Wirtschaft steigerte sich noch durch den Ersten Weltkrieg, in dem auch das Royal Newfoundland Regiment in den Reihen der britischen Armee kämpfte. Es erlitt am ersten Tag der Schlacht an der Somme, dem 1. Juli 1916, fast 90 % Verluste und wurde damit fast ausgelöscht.

### Politischer und wirtschaftlicher Niedergang

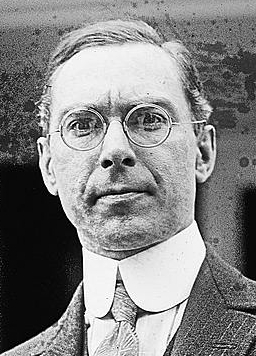
Zweimaliger Premier: Richard Squires im Jahr 1921

In den 1920er Jahren begann ein drastischer wirtschaftlicher und infolgedessen auch politischer Niedergang. 1921 zählte das Dominion 263.000 Einwohner.
1923 wurde der Premierminister Richard Squires wegen Korruption verhaftet. Er wurde von zwei wirtschaftsfreundlichen Regierungen unter zwei Cousins abgelöst, Walter Stanley Monroe und Frederick Alderdice, die sich aber so unbeliebt machten, dass Squires 1928 an die Regierung zurückkehrte. Bald verschärfte die Weltwirtschaftskrise ab 1929 die ohnehin bestehenden Probleme, und die Armut grassierte. Am 5. April 1932 kam es zu einer gewalttätigen Demonstration von 10.000 Menschen vor dem Regierungsgebäude, und Squires floh. Die nächste Regierung, wieder unter Alderdice, bat die britische Regierung, die Herrschaft zu übernehmen, bis sich die Wirtschaft Neufundlands wieder stabilisiert hätte. Die daraufhin eingesetzte königliche Kommission kam zu dem Schluss, dass die politische Kultur Neufundlands an einer ihr innewohnenden tiefgreifenden Korruption litt und die wirtschaftlichen Aussichten düster beurteilt werden mussten, und empfahl der Regierung die Selbstauflösung. Alderdice folgte dieser Empfehlung im Dezember 1933, und eine britische Kommission übernahm die vorläufigen Regierungsgeschäfte. Am 16. Februar 1934 unterzeichnete Alderdice einen Erlass, der die Verfassung außer Kraft setzte, und Neufundland kehrte zum Status einer Kronkolonie zurück. Viele Neufundländer betrachteten durch die Außerkraftsetzung der Verfassung die nachfolgende Regierung als Diktatur, und sie hatte tatsächlich keine verfassungsmäßige Basis.

### Zweiter Weltkrieg und Pläne einer Union mit den USA

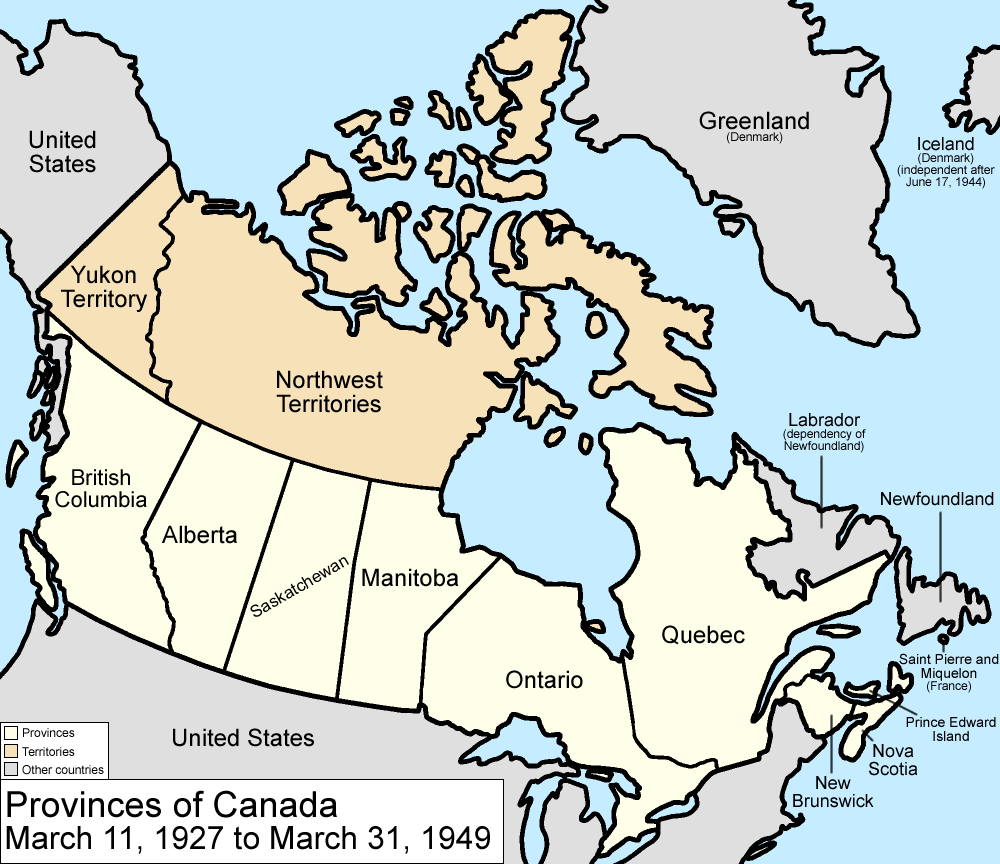
Territoriale Aufteilung Kanadas von 1927 bis 1949. Neufundland und Labrador sind grau eingezeichnet.

Die Wirtschaftskrise hielt in Neufundland noch bis zum Ausbruch des Zweiten Weltkriegs an. Nach dem Fall Frankreichs 1940 übertrug Großbritannien die militärische Verteidigung Neufundlands an Kanada. Als die USA an mehreren Standorten Militärbasen errichteten, verdoppelte sich fast über Nacht das Bruttoinlandsprodukt des Landes. Amerikanisches Geld strömte ins Land, und nun konnte Neufundland sogar an Großbritannien Anleihen zur Bewältigung der Kriegslast ausgeben. Viele neufundländische Frauen heirateten  Soldaten der US-Streitkräfte, und der plötzliche Wohlstand war für das arme Land so beeindruckend, dass eine Partei gegründet wurde, die Economic Union Party, die eine Union mit den USA anstrebte, zumindest eine wirtschaftliche Union. Diese Partei war gegen Kriegsende sehr einflussreich, Großbritannien aber verweigerte unter kanadischem Einfluss eine Volksabstimmung über die Union mit den USA. Das US-amerikanische Außenministerium hielt sich aus politischen Rücksichten auf die Kriegsalliierten Großbritannien und Kanada bei einer Zusammenarbeit mit den Unionisten zurück.

### Vereinigung mit Kanada
Nach dem Zweiten Weltkrieg fanden 1946 die ersten Wahlen seit 1932 statt. Die neugewählte Versammlung beschloss, eine Volksabstimmung über die Zukunft Neufundlands abzuhalten. Drei Positionen formierten sich:
1. Neufundlands derzeitigen Status als britische Kronkolonie beizubehalten und in einer neuen Verfassung zu verankern,
2. Eigenständigkeit als Dominion,
3. Vereinigung mit Kanada.

Die dritte Möglichkeit, die Vereinigung mit Kanada, war ursprünglich gar nicht vorgesehen, wurde aber nach Unterschriftssammlungen des Befürworters dieser Position, Joseph (Joey) Smallwood, schließlich als dritte Option aufgenommen. Großbritannien unterstützte diese dritte Option und erklärte, an Neufundland künftig keine finanzielle Unterstützung mehr zu leisten. Bei der ersten Volksabstimmung vom 3. Juni 1948 erhielt kein Vorschlag die absolute Mehrheit: 45 % votierten für die erneute Unabhängigkeit als Dominion, 41 % für die Vereinigung mit Kanada, und nur 14 % für die Beibehaltung des gegenwärtigen Status als britische Kolonie.

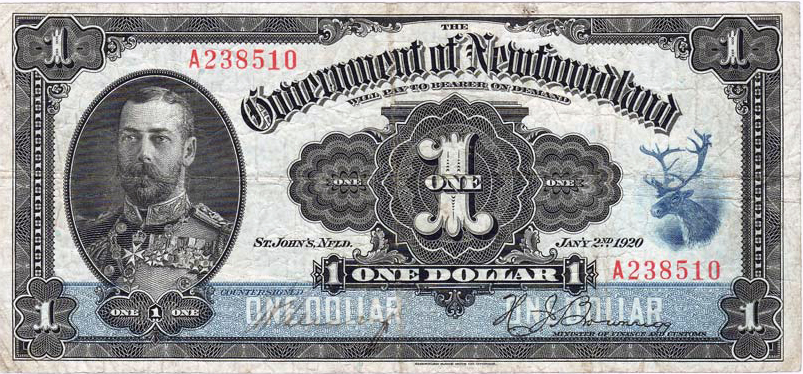
Ein-Dollar-Note Neufundlands von 1920

In der nun folgenden Kampagne für die Stichwahl-Volksabstimmung kamen religiöse Fragen auf: Die katholischen Bischöfe galten als Gegner des mehrheitlich anglikanisch-protestantischen Kanada, und es entstanden Gerüchte, sie hätten den katholischen Gläubigen (etwa einem Drittel der Bevölkerung) die Empfehlung erteilt, gegen den Beitritt zu stimmen. Das war höchstens partiell richtig: So war Michael O’Reilly, der Bischof von St. George’s an der Westküste, samt seiner Kongregation ein starker Befürworter der Union mit Kanada. Auf die Gerüchte hin gab der protestantische Oranier-Orden eine scharf antikatholische Wahlempfehlung für den Beitritt zu Kanada. Bei der Stichwahl am 22. Juli 1948 votierten dann 48 % der Wähler für die Unabhängigkeit, 52 % für die Vereinigung mit Kanada.
Diese wurde am 31. März 1949 vollzogen, und Joseph Smallwood wurde erster Premier der nunmehr kanadischen Provinz Neufundland.

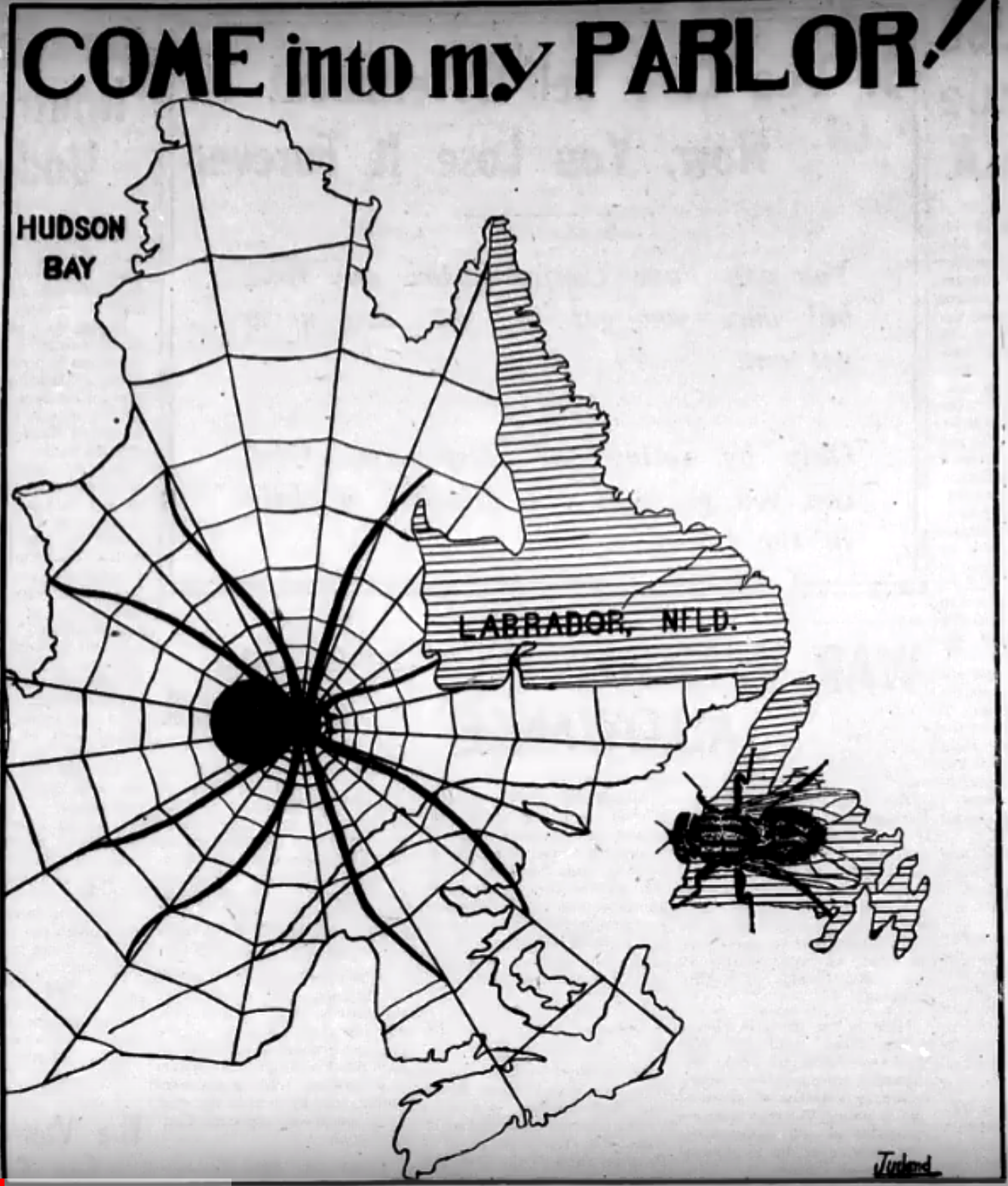
Plakat der Vereinigungs-Gegner: COME into my PARLOR! – Komm’ herein in meine gute Stube!

| Politische Alternative                                         | Referendum vom 3. Juni | Referendum vom 3. Juni | Referendum vom 22. Juli | Referendum vom 22. Juli |
| Politische Alternative                                         | Stimmen                | Prozent                | Stimmen                 | Prozent                 |
| -------------------------------------------------------------- | ---------------------- | ---------------------- | ----------------------- | ----------------------- |
| Anschluss an Kanada (confederation government)                 | 64.066                 | 41,1 %                 | 78.323                  | 52,3 %                  |
| Rückkehr zum Dominion-Status vor 1934 (responsible government) | 69.400                 | 44,6 %                 | 71.334                  | 47,7 %                  |
| Weiterführung des bisherigen Zustandes (commission government) | 22.311                 | 14,3 %                 |                         |                         |
| Gesamt                                                         | 155.777                | 100,0 %                | 149.657                 | 100,0 %                 |